# Garth Joseph
Garth McArthur Fitzgerald Joseph (ur. 8 sierpnia 1973 w Roseau) – dominicki koszykarz, występujący na pozycji środkowego, posiadający także amerykańskie obywatelstwo.
Zaliczył przedsezonowe obozy treningowe z Toronto Raptors (2000), Sacramento Kings (2001), Chicago Bulls (2003).
Został pierwszym w historii zawodnikiem z Dominiki, który rozegrał oficjalny mecz NBA. Nadal nie powtórzył tego żaden inny zawodnik z tego kraju.

## Osiągnięcia
Na podstawie, o ile nie zaznaczono inaczej.
NCAA II
- Debiutant roku New York Collegiate Athletic Conference (NYCAC – 1995)
- Zaliczony do:
  - I składu New York Collegiate Athletic Conference (1997)
  - składu honorable mention All-American (2x)
  - Galerii Sław Sportu Saint Rose – Saint Rose Athletics Hall of Fame (2017)

Drużynowe
- Mistrz
  - Iranu (2006, 2007)
  - IBA (1999)
  - USBL (1999)
- Wicemistrz Iranu (2008)
- Zdobywca Pucharu Teheranu (2006)

Indywidualne
- Zaliczony do:
  - I składu defensywnego USBL (1999)
  - II składu IBA (1999)
- Lider:
  - chińskiej ligi CBA:
    - w zbiórkach (2002–2005)
    - w blokach (2004)
    - we wsadach (2002, 2003)

  - IBA w:
    - blokach (1999 – 2,5)
    - skuteczności rzutów z gry (1999 – 64,7%)